# 西胡尔清站
西胡尔清站是一个集通线上的铁路车站，位于内蒙古自治区正镶白旗陶林宝拉格苏木，建于1995年，目前为五等站，邮政编码为027114。目前客运：办理旅客乘降；不办理行李、包裹托运；不办理货运营业。